# Gold and Grit
Pour plus de détails, voir Fiche technique et Distribution.
Gold and Grit est un film américain réalisé par Richard Thorpe, sorti en 1925.

## Synopsis
Lorsqu'il arrive à Mineral City, Buddy est reconnu par Blaabs, qui se souvient que Buddy a été jadis accusé de vol. Blaabs ne révèle pas le passé de Buddy et ils s'installent dans une cabane près des champs aurifères. Lors d'une tempête, Helen Mason et Jack Crawford, le fils du propriétaire de la mine de l'Aigle royal, trouvent refuge chez Buddy. En trichant aux cartes, Jack force Helen à accepter sa demande en mariage. Buddy prouve alors que c'est Jack qui est le coupable du crime pour lequel il est lui-même poursuivi. Alors qu'il allait poignarder Buddy, Jack est touché par un éclair. Plus tard, Jim Crawford, le père, est accusé d'avoir fraudé pour devenir propriétaire de la mine, il fait alors enlever une grande partie de l'or par ses hommes. Buddy capture les voleurs et rend l'or. Crawford tente alors de faire sauter la mine, mais il est tué dans l'explosion. Buddy et Helen prévoient de se marier.

## Fiche technique
- Titre original : Gold and Grit
- Réalisation : Richard Thorpe
- Scénario : Ned Nye
- Photographie : Irving G. Ries
- Production : Lester F. Scott Jr.
- Société de production : Approved Pictures
- Société de distribution : Weiss Brothers Artclass Pictures
- Pays de production :  États-Unis
- Langue originale : anglais
- Format : noir et blanc — 35 mm — 1,37:1 — Film muet
- Genre : Western
- Durée : 5 bobines - 1 409 m
- Date de sortie :
  - États-Unis : 15 janvier 1925

## Distribution
- Buddy Roosevelt : Buddy
- Ann McKay : Helen Mason
- William H. Turner : Bill Mason
- L.J. O'Connor : Jim Crawford
- Wilbur Mack : Jack Crawford
- Nelson McDowell : Horatio Jefferson Blaabs
- Hank Bell : le shérif